# ژوزف فرانسوا میشو
جوزف فرانسیس میشاد (انگلیسی: Joseph François Michaud; ۱۹ ژوئن ۱۷۶۷ – ۳۰ سپتامبر ۱۸۳۹) سیاستمدار، روزنامه‌نگار، و تاریخ‌نگار اهل فرانسه بود.